# Justin Burnett
Justin Caine Burnett (2 mei 1973) is een Amerikaans filmcomponist.
Burnett wilde op jonge leeftijd concert pianist worden. Tijdens zijn studie veranderde muziekinstrumenten keuze meer naar de elektronische muziek. In 1995 verhuisde hij naar Los Angeles. Daar ontmoette hij componist en muziekproducent Hans Zimmer, die hem aanbood om bij de muziekstudio Remote Control Productions te komen werken. Burnett was daar de eerste vijf jaar assistent van Zimmer, en werkte mee aan onder meer The Rock, The Peacemaker en Gladiator. Daarna had Burnett ook enkele jaren een creatieve samenwerking met Harry Gregson-Williams, ook lid van Remote Control Productions. Met Gregson-Williams werkte hij onder meer mee aan Man on Fire, Twelve en Unstoppable. In de tussentijd werkte Burnett ook aan zijn eigen projecten. Sinds 2005 werkt hij voornamelijk alleen aan zijn eigen werken. Bij sommige soundtracks wordt zijn naam volledig vermeld (Justin Caine Burnett). Bij de film An American Haunting werkte hij onder het pseudoniem Caine Davidson.

## Filmografie
| Jaar | Titel                                     | Opmerkingen                            |
| ---- | ----------------------------------------- | -------------------------------------- |
| 1998 | Possums                                   |                                        |
| 1999 | Golf Lessons                              |                                        |
| 2000 | Dungeons & Dragons                        |                                        |
| 2004 | Sunflower                                 |                                        |
| 2005 | Venice Underground                        |                                        |
| 2005 | An American Haunting                      | onder het pseudoniem: Caine Davidson   |
| 2006 | I'll Always Know What You Did Last Summer |                                        |
| 2007 | The Gray Man                              |                                        |
| 2009 | Slaughter                                 |                                        |
| 2009 | The Bleeding                              |                                        |
| 2009 | Justice/Vengeance                         | met Roger Bellon en Joshua James Field |
| 2012 | Crave                                     |                                        |
| 2013 | Java Heat                                 |                                        |
| 2013 | Getaway                                   |                                        |
| 2015 | Re-Kill                                   |                                        |
| 2017 | Camera Store                              |                                        |
| 2018 | The Theory of Robin Thilander             |                                        |
| 2019 | After                                     |                                        |
| 2020 | After We Collided                         |                                        |
| 2024 | The Strangers: Chapter 1                  | samen met Òscar Senén                  |

## Overige producties

### Computerspellen
| Jaar | Titel                                   | Opmerkingen                                        |
| ---- | --------------------------------------- | -------------------------------------------------- |
| 2006 | Socom U.S. Navy Seals: Fireteam Bravo 2 |                                                    |
| 2012 | Unit 13                                 |                                                    |
| 2015 | Metal Gear Solid V: The Phantom Pain    | met Ludvig Forssell, Akihiro Honda en Daniel James |

### Televisiefilms
| Jaar | Titel         | Opmerkingen |
| ---- | ------------- | ----------- |
| 2008 | Ring of Death |             |

### Televisieseries
| Jaar | Titel                            | Opmerkingen                |
| ---- | -------------------------------- | -------------------------- |
| 2000 | Die Motorrad-Cops: Hart am Limit | 4 afleveringen             |
| 2007 | The Kill Point                   | 8 afleveringen             |
| 2020 | 9-1-1: Lone Star                 | 2020-2022, 27 afleveringen |
| 2021 | The Freak Brothers               | 8 afleveringen             |

- Bibliothèque nationale de France: cb14083892s (data)
- International Standard Name Identifier: 0000 0001 1885 6147
- Library of Congress Control Number: n2011027125
- MusicBrainz: 7991d024-800e-45ea-a002-0bbd04a7b22c
- Virtual International Authority File: 2676770
- WorldCat: E39PBJyRCvd4cBJfbQc776QTHC